# تين بالميري
تين بالميري (الاسم العلمي:Ficus palmeri) هو نوع من النباتات يتبع جنس التين من الفصيلة التوتية.